# Jun Fukuda
Jun Fukuda (japonès: 福田 純, Fukuda Jun) (Hsinking, Manxukuo, avui Changchun, Manxúria, RP Xina, 17 de febrer de 1923 − Setagaya, Tòquio (Japó), 3 de desembre de 2000) va ser un director i guionista japonès.

## Filmografia[2]

### Director
- 1959: Osorubeki hiasobi
- 1960: Denso Ningen
- 1961: Hoero datsugokushu
- 1961: Nasake muyo no wana
- 1961: Nakito gozansu
- 1961: Arigataya sandogasa
- 1961: Ankokugai gekimetsu meirei
- 1962: Nihon ichi no wakadaishô
- 1962: Ankokugai no kiba
- 1963: Nippon jitsuwa jidai
- 1963: Hawai no wakadaishô
- 1963: Norainu sakusen
- 1964: Trap of Suicide Kilometer
- 1964: Chi to daiyamondo
- 1965: Ankokugai gekitotsu sakusen
- 1965: Honkon no shiroibara
- 1965: Hyappatsu hyakuchu
- 1966: Doto ichiman kairi
- 1966: Gojira, Ebirâ, Mosura: Nankai no daiketto
- 1967: El fill de Godzilla (Kaijûtô no kessen: Gojira no musuko)
- 1968: Hyappatsu hyakuchu: Ogon on me
- 1969: Furesshuman wakadaishô
- 1969: Nyu jirando no wakadaishô
- 1969: Dai Nippon suri washûdan
- 1969: Konto Gojugo-go: Uchu daibôken
- 1970: Yaju toshi
- 1970: Kigeki sore ga otoko no ikiru michi
- 1971: Nishi no betenshi, higashi no sagishi
- 1972: Godzilla contra Gàinga (Chikyû kogeki meirei: Gojira tai Gaigan)
- 1973: Godzilla vs Megalon (Gojira tai Megaro)
- 1973: Ryusei Ningen Zon (sèrie TV)
- 1974: Godzilla contra Cibergodzilla (Gojira tai Mekagojira)
- 1974: Kigeki damashi no jingi
- 1974: Esupai
- 1977: Wakusei daisenso

### Guionista
- 1962: Ankokugai no kiba
- 1965: Ankokugai gekitotsu sakusen
- 1966: Doto ichiman kairi
- 1968: Hyappatsu hyakuchu: Ogon on me
- 1973: Ôkami no monshô
- 1973: Godzilla vs Megalon
- 1974: Gojira tai Mekagojira
- 1974: Kigeki damashi no jingi